# Mkansa
Mkansa (franska: Mkansa (CR), Mkansa (Commune Rurale), arabiska: لولجة) är en kommun i Marocko.   Den ligger i provinsen Taounate och regionen Fès-Meknès, i den nordöstra delen av landet, 140 km öster om huvudstaden Rabat. Antalet invånare är 22 705.